# Norbert Rudolph
Norbert Rudolph (* 7. Juni 1960 in Zehdenick) ist ein ehemaliger deutscher Fußballspieler. In der höchsten Spielklasse des DDR-Fußballs, der Oberliga, spielte er für den FC Vorwärts Frankfurt/Oder.

## Sportliche Laufbahn

### Gemeinschafts-, Club- und Vereinsstationen
Rudolph gehörte als Mittelfeldspieler dem Kader des DDR-Oberligisten FC Vorwärts Frankfurt/Oder, zu dem er 1974 gewechselt war, von 1981 bis 1987 an. Sein Debüt in der höchsten Spielklasse im DDR-Fußball gab er am 7. März 1981 beim 4:0-Sieg im Heimspiel gegen die BSG Chemie Böhlen. Sein erstes Punktspieltor erzielte er am 9. Mai 1981 beim 3:0-Sieg im Heimspiel gegen Dynamo Dresden mit dem Treffer zum Endstand in der 76. Minute.
Mit der Mannschaft drang er in seiner Premierensaison bis ins Finale um den FDGB-Pokal vor, das jedoch mit 1:4 gegen den 1. FC Lokomotive Leipzig verloren wurde. Als Zweitplatzierter der Saison 1982/83 war er mit der Mannschaft für den UEFA-Pokal-Wettbewerb qualifiziert, in dem er die beiden Erstrundenspiele gegen Werder Bremen bestritt und nach dem 3:3-Unentschieden nach Hin- und Rückspiel aufgrund der Auswärtstorregel aus dem Wettbewerb ausschied. 1983/84 und 1984/85 schied er mit seiner Mannschaft ebenfalls nach der jeweils 1. Runde gegen Nottingham Forest (im Hinspiel eingesetzt) und der PSV Eindhoven (im Hin- und Rückspiel eingesetzt) aus dem Wettbewerb aus.
Zur Saison 1987/88 wechselte er zum Zweitligisten BSG Motor Babelsberg, für den er in zwei Spielzeiten 57 Punktspiele bestritt und zwei Tore erzielte. Mit dem Abstieg in der Folgesaison verließ er die Potsdamer und wechselte zum Zweitligisten BSG Motor Ludwigsfelde, für den er als Abwehrspieler 33 von 34 Punktspielen bestritt und ein Tor erzielte.
Zur Saison 1991/92 schloss er sich dem Drittligisten Türkiyemspor Berlin an, für den er im DFB-Pokal-Wettbewerb das am 28. Juli 1991 mit 2:1 gegen Blau-Weiß 90 Berlin gewonnene Spiel in der 1. Hauptrunde und das am 18. August 1991 mit 0:4 gegen die Stuttgarter Kickers verlorene Spiel in der 2. Hauptrunde bestritt. In der Premierensaison der Amateur-Oberliga im NOFV-Bereich absolvierte der frühere Nationalspieler für Türkiyem 25 Spiele (ein Tor). Im Folgejahr war in dieser Spielklasse, aber einer anderen Staffel beim SV Motor Eberswalde aktiv.

### Auswahleinsätze
Als Talent in der Nachwuchsoberliga machte er zu Beginn der 1980er-Jahre die ostdeutschen Auswahltrainer auf sich aufmerksam. Er absolvierte von November 1980, also noch vier Monate vor Rudolphs Debüt für den FCV in der höchsten Spielklasse, bis Mai 1981 für die Nachwuchself des DFV sechs Begegnungen. In diesem halben Dutzend Einsätzen erzielte er zwei Treffer.
Sein einziges Länderspiel für die A-Nationalmannschaft der DDR bestritt er am 12. September 1984 im Testspiel gegen die Nationalmannschaft Griechenlands, das in Zwickau mit 1:0 gewonnen wurde. Dabei wurde Rudolph in der 86. Minute für Damian Halata eingewechselt.

## Erfolge
- Finalist FDGB-Pokal 1981